# جنینگز (میشیگان)
جنینگز (به انگلیسی: Jennings) یک منطقهٔ مسکونی در ایالات متحده آمریکا است که در میشیگان واقع شده‌است. جنینگز ۲۶۴ نفر جمعیت دارد و ۳۹۸٫۰۷ متر بالاتر از سطح دریا واقع شده‌است.